# Lista de filmes da DC Comics em ordem cronológica dos acontecimentos
Esta é uma lista dos filmes em ordem cronológica dos acontecimentos dentro do Universo Estendido DC.

## Lista cronológica do Universo Estendido DC

### Filmes lançados
| Ordem | Ordem | Título original                    | Data de lançamento     | Período   | Direção            | Notas |
| ----- | ----- | ---------------------------------- | ---------------------- | --------- | ------------------ | --- |
| 1     | 4     | Wonder Woman                       | 1 de junho de 2017     | 1918      | Patty Jenkins      | |
| 2     | 9     | Wonder Woman 1984                  | 2 de outubro de 2020   | 1984      | Patty Jenkins      | |
| 3     | 1     | Man of Steel                       | 12 de julho de 2013    | 2013      | Zack Snyder        | |
| 4     | 2     | Batman v Superman: Dawn of Justice | 25 de março de 2016    | 2014      | Zack Snyder        | |
| 5     | 3     | Suicide Squad                      | 4 de agosto de 2016    | 2014-2016 | David Ayer         | |
| 6     | 6     | Aquaman                            | 21 de dezembro de 2018 | 2016-2017 | James Wan          | |
| 7     | 5     | Justice League                     | 16 de novembro de 2017 | 2017      | Zack Snyder        | A Warner Bros. estipula o longa-metragem de 2017 dirigido por Joss Whedon como sendo a versão canônica do filme. Entretanto, a comunidade de fãs da franquia e a crítica especializada também incluem a versão de cortes de Zack Snyder como parte da linha cronológica da franquia. |
| 7     | 10    | Zack Snyder's Justice League       | 18 de março de 2021    | 2017      | Zack Snyder        | A Warner Bros. estipula o longa-metragem de 2017 dirigido por Joss Whedon como sendo a versão canônica do filme. Entretanto, a comunidade de fãs da franquia e a crítica especializada também incluem a versão de cortes de Zack Snyder como parte da linha cronológica da franquia. |
| 8     | 7     | Shazam!                            | 5 de abril de 2019     | 2018-2019 | David F. Sandberg  | O prólogo de Shazam! ocorre na Cidade de Nova Iorque em 1974, incluindo uma versão ainda criança do antagonista Thaddeus Silvana. Em seguida, o enredo traça uma viagem de mais de quatro décadas para ambientar a infância de Billy Batson no período subentendido como sendo entre 2018 e 2020. |
| 9     | 8     | Birds of Prey                      | 6 de fevereiro de 2020 | 2020-2021 | Cathy Yan          | |
| 10    | 11    | Black Adam                         | 21 de outubro de 2022  | 2022      | Jaume Collet-Serra | O prólogo de Black Adam decorre em torno de 2,600 a.C. durante o Reino de Kahndaq. Após os eventos que levaram à prisão de Teth-Adam, o enredo traça uma viagem até o tempo decorrente em 2022 após os eventos narrados em Birds of Prey (2020). |
| 11    | 10    | The Suicide Squad                  | 6 de agosto de 2021    | 2021      | James Gunn         | Em entrevista durante o lançamento do filme, o diretor James Gunn afirmou que o enredo do filme se passa exatamente em 2021, anos após seu relacionado Suicide Squad (2016). Segundo Gunn, o enredo do filme é uma consequência direta dos eventos narrados em Birds of Prey (2020). |
| 12    | 13    | The Flash                          | 12 de junho de 2023    | 2021-2022 | Andy Muschietti    | The Flash é essencialmente um filme sobre viagem no tempo e, portanto, seu enredo abrange diferentes épocas da atuação da Liga da Justiça e inclusive mesclando versões históricas de diversos personagens. A premissa do filme é uma viagem do protagonista Barry Allen de volta à sua infância, presumivelmente na década de 1990. Entretanto, o estopim de todo os eventos narrados no filme decorre entre 2020 e 2022 após os eventos de Black Adam (2022). |
| 13    | 12    | Shazam! Fury of the Gods           | 14 de março de 2023    | 2022-2023 | David F. Sandberg  | O prólogo do filme declara que o enredo decorre exatos "quatro anos após" os eventos finais de Shazam! (2019). |
| 14    | 14    | Blue Beetle                        | 18 de agosto de 2023   | 2023      | Angel Manuel Soto  | O tempo preciso da narrativa não é citado no filme, porém, alguns eventos são consequência direta dos eventos narrados anteriormente em The Flash (2023), o que posiciona Blue Beetle como o mais recente enredo do Universo Estendido DC. |

### Filmes anunciados
| Ordem | Ordem | Título original              | Data de lançamento     | Período    | Direção   | Notas |
| ----- | ----- | ---------------------------- | ---------------------- | ---------- | --------- | ----- |
| —     | 15    | Aquaman and the Lost Kingdom | 25 de dezembro de 2023 | Indefinido | James Wan |       |

## Cronologia narrativa
| Antiguidade       | Antiguidade | Antiguidade             | Antiguidade       |
| Data              | Evento | Período histórico       | Filme             |
| ----------------- | --- | ----------------------- | ----------------- |
| 2,600 a.C.        | Teth-Adam assume os poderes do Conselho dos Magos e vinga-se pela morte de seu filho, Hurut, destruindo o Reino de Kahndaq. | Império Antigo          | Black Adam        |
| Século VIII a.C.  | Ares se revolta contra os demais deuses olímpicos e planeja destruir a humanidade, mas é impedido e aprisionado por Zeus. Os deuses decidem entregar aos cuidados das Amazonas da Ilha de Themyscira uma arma capaz de matar seu filho renegado, conhecida como "Matadora de Deuses". | Grécia Antiga           | Wonder Woman      |
| Era contemporânea | |                         |                   |
| 1918              | Diana deixa Themyscira ao lado do piloto Aliado Steve Trevor na tentativa de impedir o Exército Imperial Alemão, sob a liderança do General Erich Ludendorff, de vencer a Grande Guerra.                                                                                              | Primeira Guerra Mundial | Wonder Woman      |
| 1974              | Na cidade de Nova Iorque, o Mago Shazam faz contato com o jovem Thaddeus Silvana, mas este é rejeitado como o novo "Campeão" devido aos seus desejos de vingança. | Década de 1970          | Shazam!           |
| 1984              | A arqueóloga Diana Prince luta contra os planos do ambicioso e frustrado Maxwell Lord, que planeja dominar a humanidade manipulando seus desejos impossíveis. Diana também se choca contra os interesses de Barbara Minerva e tenta impedir Lord de causar uma guerra nuclear.        | Guerra Fria             | Wonder Woman 1984 |